# Современные левые
Совреме́нные ле́вые (фр. La Gauche moderne) — французская реформистская политическая партия, основанная бывшим членом Социалистической партии Жан-Мари Бокелем в 2007 году, возглавлявшим в ней правый блок «За либеральный социализм: Правда и действие». Бокель является на нынешний момент лидером партии.
В 2009 году на выборах в Европейский парламент провели двух представителей по списку правоцентристской фракции Европейской народной партии. На последних выборах в Сенат Франции получили 1 мандат по списку блока RDSE.

## Политическая позиция
Декларирует умеренно левые позиции, основанные на идеях социал-либерализма, социальной рыночной экономики и концепции «Третьего пути», но, несмотря на это, поддерживают правоцентристский курс Союза за народное движения, которые в свою очередь финансируют «Современных левых». Так, например, в 2008 году партия получила €100 000 от Союза за народное движение.
Занимает, наряду с партией «Прогрессивных», левое крыло пропрезидентской коалиции, поддерживающей Николя Саркози. Лидер партии Бокель с 2009 по 2010 был госсекретарём по вопросам юстиции в правительстве Франсуа Фийона. На выборах президента Франции 2012 года поддержали кандидатуру Николя Саркози.